# Universidad Jónica

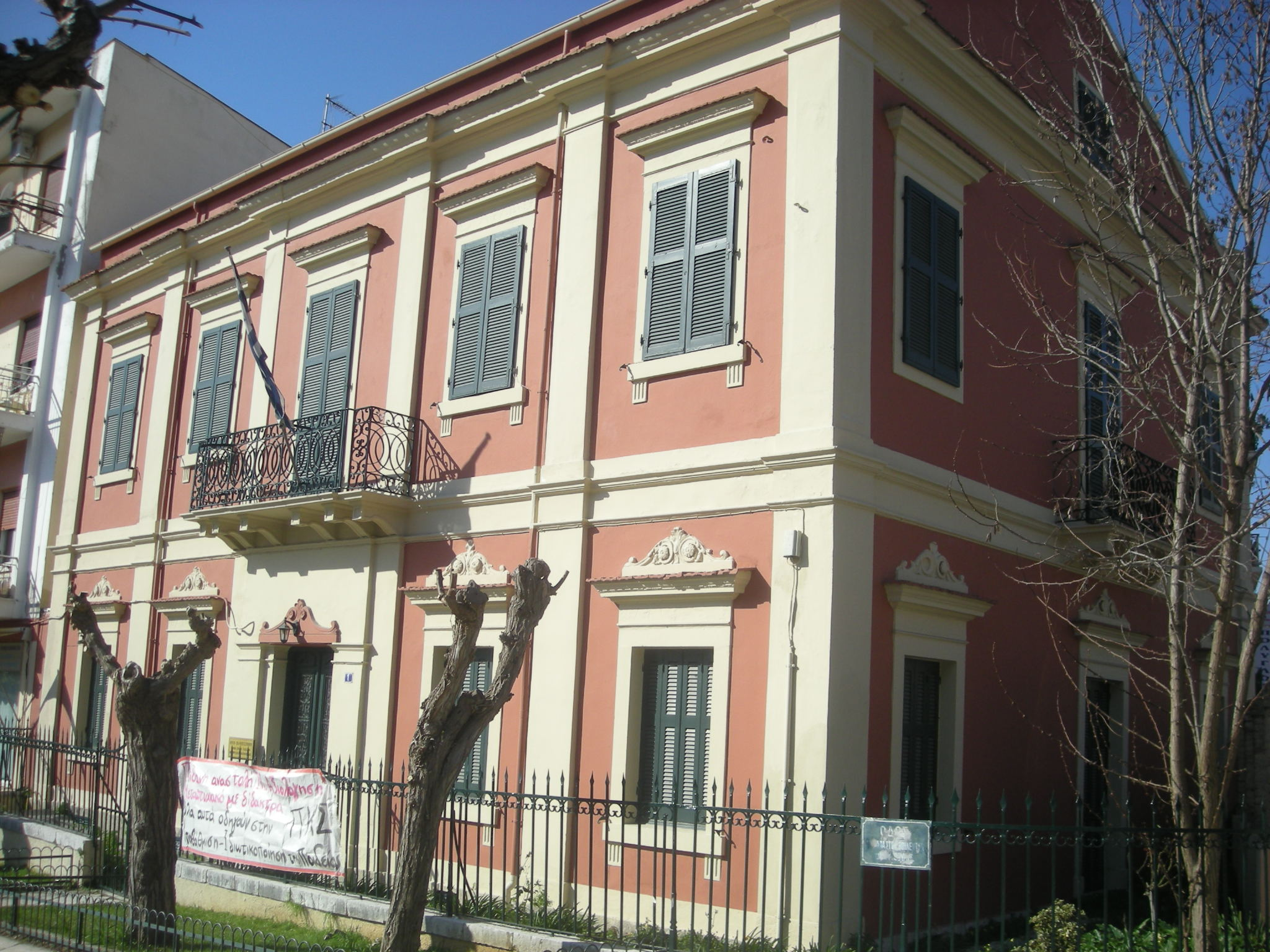
Instituto Francés, que contiene parte del departamento de Lenguas Extranjeras, Traducción e Interpretación

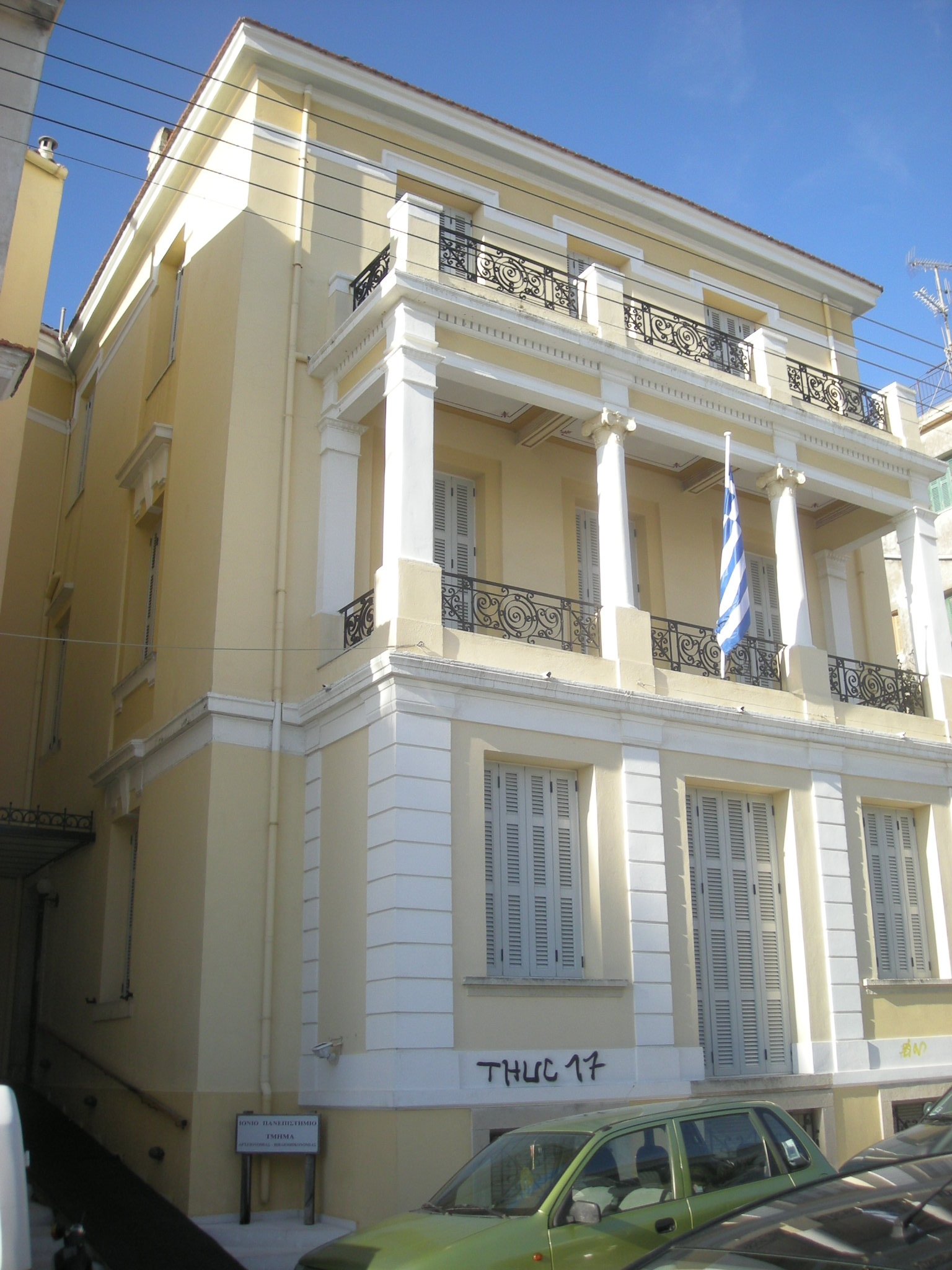
Edificio Kalipsó, que contiene parte del departamento de Archivología y Biblioteconomía y del de Lenguas Extranjeras, Traducción e Interpretación

La Universidad Jónica (en griego Ιόνιο Πανεπιστήμιο) está ubicada en Corfú, Grecia. Se fundó en 1984, bajo el gobierno del primer ministro Andreas Papandreu, pero es descendiente directa de la Academia Jónica, que se creó en 1824, cuarenta años antes de la cesión de las Islas Jónicas a Grecia, y tan sólo tres después de Guerra de independencia de Grecia, que empezó en 1821. De esta manera, Andreas Papandreu cumplió una promesa electoral para con los habitantes de Corfú, satisfaciendo la larga demanda de éstos para la creación de una sucesora de la Academia Jónica.

## La universidad
La Universidad Jónica abrió sus puertas a los estudiantes en 1985. Desde entonces ha experimentado un importante aumento y progreso, con nuevos departamentos y una plantilla de buenos profesores, algunos de los cuales lo son también de las universidades de Atenas o de la de Tesalónica
De los 6 departamentos con los que cuenta la Universidad, tres de ellos son únicos en Grecia, lo que es de capital importancia para la misma. Además, en la Universidad Jónica también se llevan a cabo 9 programas de posgrado.
La Universidad destaca por la originalidad de las asignaturas impartidas y los campos de investigación, además de por su firme decisión de trabajar en pequeños grupos. Esto se ilustra en el pequeño ratio profesor-alumno de la universidad, que tiene una media de 1:10. Los profesores y los estudiantes trabajan juntos en una comunidad académica pequeña, dentro de una ciudad de menos de 40.000 habitantes. 
La Universidad se beneficia también de las oportunidades del programa de intercambio ERASMUS/SOCRATES, viajes educativos y prácticums durante el periodo de estudios.
Tanto las facultades como los servicios administrativos de la Universidad se hallan en la ciudad de Corfú, repartidos por varios edificios históricos de la ciudad u otros construidos explícitamente para la Universidad. En la ciudad también se encuentran, en mayor o menor grado de colaboración con la Universidad, la Biblioteca Municipal, el Museo de Arte Asiático (único de Grecia) y la Asociación de Lectores, también una de las primeras asociaciones culturales de Grecia.

### Departamentos
(En paréntesis el año en que empezó a funcionar)
- Departamento de Historia - Τμήμα Ιστορίας (1985)
- Departamento de Lenguas Extranjeras, Traducción y Interpretación - Τμήμα Ξένων Γλωσσών Μετάφρασης και Διερμηνείας (1986)
- Departamento de Musicología - Τμήμα Μουσικών Σπουδών (1992)
- Departamento de Archivología y Biblioteconomía - Tμήμα Aρχειονομίας και Bιβλιοθηκονομίας (1993)
- Departamento de Informática - Τμήμα Πληροφορικής (2004)
- Departamento de Artes audiovisuales - Τμήμα Τεχνών Ήχου και Εικόνας (2004)

## Vida cultural
La ciudad de Corfú cuenta con un buen número de actos culturales, en muchos de los cuales se ve envuelta también la Universidad, y en los que participan una gran cantidad de estudiantes. Estos eventos incluyen conciertos, conferencias, exhibiciones, seminarios, proyección de películas, eventos musicales, convenciones y conferencias científicas y clases universitarias abiertas al público.
Los estudiantes participan activamente en el Grupo de Teatro de la Universidad, en el Club Cinematográfico y en el Departamento de Deportes, en el que se practica balompié, balonmano, baloncesto, natación, aeróbic, atletismo y tenis.
En julio, la Escuela de Verano de Lengua y Cultura Griegas y la Academia Musical de Verano atraen a cientos de jóvenes de todo el mundo. Durante su estancia de 4 semanas en Corfú se informan sobre la lengua y cultura griegas y aprenden a comunicarse en el área de la música.

## Alojamiento y alimentación
Dado que la gran mayoría de los estudiantes de la Universidad Jónica vienen de otros puntos de Grecia y del planeta, la demanda de alojamiento es bastante grande. La Universidad cuenta con una pequeña residencia universitaria, que da cabida solamente a una parte de los alumnos de primer curso. El resto de estudiantes se alojan en hoteles concertados con la Universidad y que se encuentran en la periferia de la ciudad, o bien en casas de la ciudad.
La Universidad ahora proyecta la construcción de una residencia universitaria de mayor capacidad que pueda ofrecer alojamiento a la mayoría de la población universitaria. Cabe notar que más de 500 estudiantes disfrutan de alojamiento totalmente gratuito (ya en la residencia ya en hoteles) además de un autobús gratuito que hace 4 veces al día el recorrido de los diversos hoteles al centro.
Más del 25% de los estudiantes disfrutan de una beca que les ofrece comida y cena diarias gratis. El resto de los estudiantes pueden disponer también de las mismas a precios bastante bajos en un restaurante totalmente equipado y que ofrece un menú variado y nutritivo. Este opera bajo la supervisión directa del comité universitario.